# Hyposerica midongyensis
Hyposerica midongyensis är en skalbaggsart som beskrevs av Moser 1926. Hyposerica midongyensis ingår i släktet Hyposerica och familjen Melolonthidae.
Artens utbredningsområde är Madagaskar. Inga underarter finns listade i Catalogue of Life.